# Madonna col Bambino tra i santi
La Sacra Conversazione della Madonna col Bambino tra i santi è un dipinto ad olio su tela (71,5x102 cm) di Cima da Conegliano, e conservato nel Museo Nivaagaards Malerisamling di Nivå in Danimarca.

## Descrizione
Questo dipinto raffigura la Madonna col Bambino tra i santi.
Le ridotte dimensioni fanno pensare ad un'immagine devozionale destinata ad essere appesa in una casa privata.
Purtroppo l'opera è gravemente danneggiata.